# Microtragus mormon
Microtragus mormon là một loài bọ cánh cứng trong họ Cerambycidae.